# بانيساج
بانيساج (Panissage)هي بلدية فرنسية في فرنسا وهي توجد في منطقة رون ألب.